# Fàcion
Fàcion (en llatí Phacium, en grec antic Φάκιον "Fákion") era una ciutat de Tessàlia al districte de Pelasgiotis, a la vora del Peneios.
Bràsides va passar per Fàkion l'any 424 aC. En el transcurs de la Segona guerra macedònica, l'any 198 aC, Filip V de Macedònia la va assolar, i el pretor romà Marc Bebi Tàmfil la va ocupar durant la guerra amb Antíoc III el Gran l'any 191 aC.